# Charles Hirlimann
Charles Louis Georges Hirlimann, né le 15 décembre 1901 à Schiltigheim, mort le 8 août 1973 à Au (district de Brégence, Autriche), est un athlète français spécialiste du sprint.

## Biographie sportive
Licencié à l’Association Sportive de Strasbourg (ASS), de 1920 à 1927 il participe à 80 rencontres sportives locales, nationales et internationales dans 129 courses homologuées. Il réalise ses meilleures performances en 100 m, 200 m et surtout en relais 4 × 100 m.
Son record personnel sur 100 m est de 10 s 8 (1922). Ce record égale le record de France mais n'est pas homologué comme tel.
Trois fois recordman d’Alsace :
- 100 m en 10 s 8 à Marseille le 15 août 1923. Record de France 10 s 8, record du monde 10 s 4.
- 200 m en 22 s 6 à Strasbourg le 27 juin 1926. Record de France 21 s 6, record du monde 20 s 6.
- 4 × 100 m en 43 s 2 à Nancy le 5 août 1923. Record de France 42 s 6, record du monde 41 s 0

Trois fois recordman de France du relais 4 × 100 mètres : 
- 42 s 6 à Paris, le 9 septembre 1923.
- 42 s 4 à Stockholm, le 30 août 1925.
- 42 s 2 à Colombes, 18 septembre 1927.

Au classement national de 1926, il est 3e au 100 m et 6e au 200 m.
Il est sélectionné 5 fois en équipe de France pour participer à des rencontres internationales :
- France-Angleterre à Paris-Pershing, le 29 juillet 1923.
- France-Suède à Paris-Pershing, les 8 et 9 septembre 1923.
- Finlande-France à Helsingfors, le 23 septembre 1923.
- Suède-France à Stockholm les 29 et 30 août 1925.
- France-Allemagne à Colombes, le 31 août 1927.

En 1924 il rate sa sélection pour les jeux olympiques du 6 juillet à Paris (Colombes).
Sur blessure il met fin à sa carrière en 1927 ratant ainsi la grande rencontre France-Japon à Dairen.
En 1927, il est reconnu comme starter par la fédération française d’athlétisme (FFA) ; il reçoit une lettre de félicitation du ministre de la guerre sur proposition du service départemental de l’éducation physique ; il reçoit la médaille de la reconnaissance de la ligue alsacienne d’athlétisme (LAA)

## Palmarès
| Année | Date          | Compétition                 | Lieu              | Résultat | Temps   | Discipline  |
| ----- | ------------- | --------------------------- | ----------------- | -------- | ------- | ----------- |
| 1920  | 4 juillet     | Championnat d'Alsace        | Strasbourg        | 2e       | 11 s 6  | 100 m       |
| 1920  | 4 juillet     | Championnat d'Alsace        | Strasbourg        | 3e       | -       | 200 m       |
| 1920  | 4 juillet     | Championnat d'Alsace        | Strasbourg        | 1er      | 48 s 4  | 4x100 m     |
| 1921  | 19 juin       | Championnat d'Alsace        | Strasbourg-Tivoli | 1er      | 46 s 0  | 4x100 m     |
| 1923  | 17 juin       | Championnat d'Alsace        | Strasbourg-Tivoli | 2e       | -       | 200 m       |
| 1923  | 29 juillet    | Rencontre France-Angleterre | Paris-Pershing    | 2e       | -       | 8/4/2/100 m |
| 1923  | 8/9 septembre | Rencontre France-Suède      | Paris-Pershing    | 1er      | 42 s 6  | 4x100 m     |
| 1923  | 23 septembre  | Rencontre Finlande-France   | Helsingfors       | 2e       | 44 s 0  | 4x100 m     |
| 1924  | 25 mai        | Championnat d'Alsace        | Strasbourg-Tivoli | 2e       | ~11 s 5 | 100 m       |
| 1924  | 25 mai        | Championnat d'Alsace        | Strasbourg-Tivoli | 1er      | 23 s 8  | 200 m       |
| 1925  | 9 juin        | Championnat d'Alsace        | Strasbourg-Tivoli | 1er      | 11 s 2  | 100 m       |
| 1925  | 9 juin        | Championnat d'Alsace        | Strasbourg-Tivoli | 1er      | 23 s 2  | 200 m       |
| 1925  | 9 juin        | Championnat d'Alsace        | Strasbourg-Tivoli | 1er      | 45 s 4  | 4x100 m     |
| 1925  | 29/30 août    | Rencontre Suède-France      | Stockholm         | 1er      | 42 s 4  | 4x100 m     |
| 1926  | 13 juin       | 8e Championnat d'Alsace     | Colmar            | 1er      | 11 s 7  | 100 m       |
| 1926  | 13 juin       | 8e Championnat d'Alsace     | Colmar            | 2e       | ~24 s 1 | 200 m       |
| 1926  | 13 juin       | 8e Championnat d'Alsace     | Colmar            | 1er      | 46 s 2  | 4x100 m     |
| 1926  | 10/11 juillet | Championnat de France FFA   | Colombes          | 6e       | -       | 100 m       |
| 1926  | 10/11 juillet | Championnat de France FFA   | Colombes          | 5e       | 43 s 6  | 4x100 m     |
| 1927  | 10 juillet    | 9e Championnat d'Alsace     | Strasbourg-Tivoli | 1er      | 11 s 1  | 100 m       |
| 1927  | 10 juillet    | 9e Championnat d'Alsace     | Strasbourg-Tivoli | 2e       | 23 s 4  | 200 m       |
| 1927  | 10 juillet    | 9e Championnat d'Alsace     | Strasbourg-Tivoli | 1er      | 44 s 4  | 4x100 m     |
| 1927  | 6/7 août      | 36e Championnat de France   | Colombes          | 5e       | -       | 100 m       |
| 1927  | 6/7 août      | 36e Championnat de France   | Colombes          | 4e       | -       | 200 m       |
| 1927  | 6/7 août      | 36e Championnat de France   | Colombes          | 3e       | 43 s 4  | 4x100 m     |
| 1927  | 31 août       | Rencontre France-Allemagne  | Colombes          | 2e       | 43 s 0  | 4x100 m     |